# Jicsang
Jicsang (egyszerűsített kínai írással: 宜昌, pinjin: Yíchāng) prefektúra szintű város Kínában, Hupej tartományban. Lakosainak száma 4 017 607 fő (2020).

## Népesség
| 2019 | 4 137 900 |
| 2020 | 4 017 607 |

## Testvérvárosok
- Metz
- Zaporizzsja
- Ludwigsburg
- Valenciennes
- Kasivazaki
- Foz do Iguaçu
- Washington megye
- Jokkaicsi
- Třebíč

## Közlekedés

### Vasút
A város fontos vasúti csomópont, többek között itt halad keresztül a Jicsang–Vancsou-vasútvonal és a Hankou–Jicsang nagysebességű vasútvonal.